# سور فهن
سور فهن (به نروژی: Sverre Fehn) (۱۴ اوت ۱۹۲۴ - ۲۳ فوریه ۲۰۰۹) معمار برجسته نروژی و برنده جایزه پریتزکر ۱۹۹۷ بود.
او در سال ۱۹۷۷ توانست دو جایزه معماری یعنی جایزه پریتزکر و نشان طلایی هاینریش تسنو را از آن خود کند.
سور فهن در سال‌های ۱۹۵۲ و ۱۹۵۳ به مراکش سفر کرد و در آن‌جا با معماری ابتدایی روبه‌رو شد که بر کارهای آینده او تاثیر زیادی گذاشت.

## نگارخانه

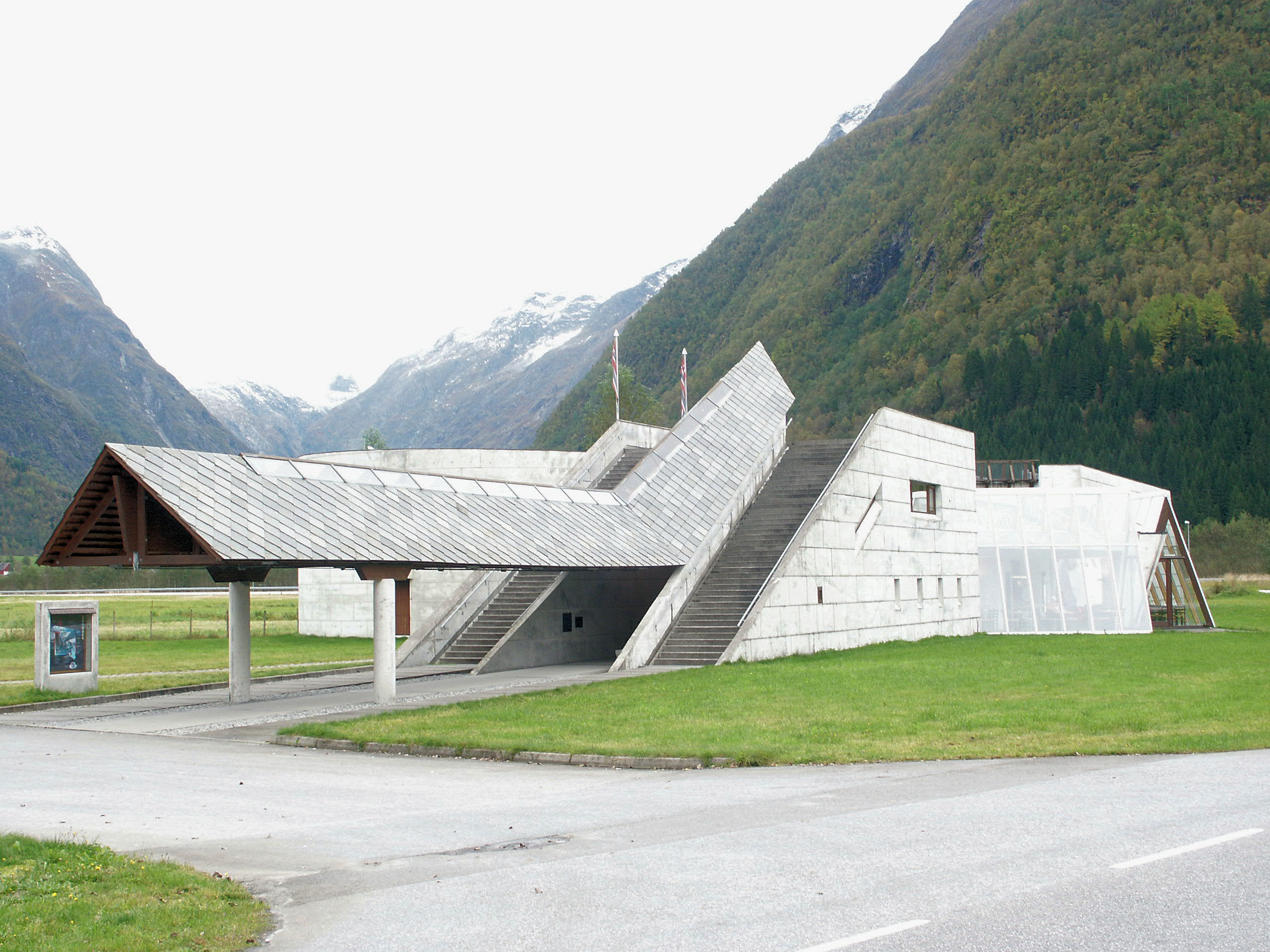
موزه یخچال‌های طبیعی نروژ
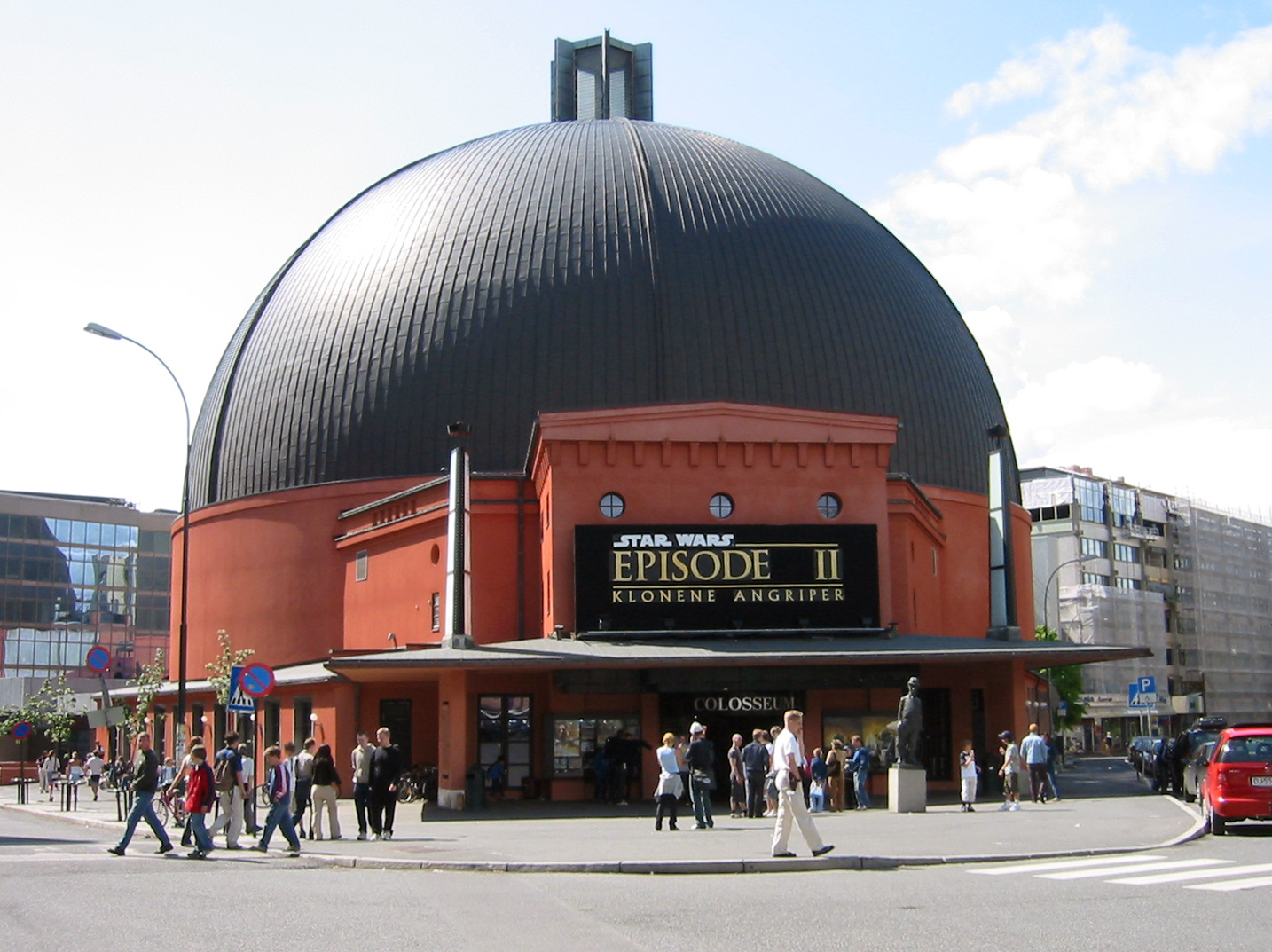
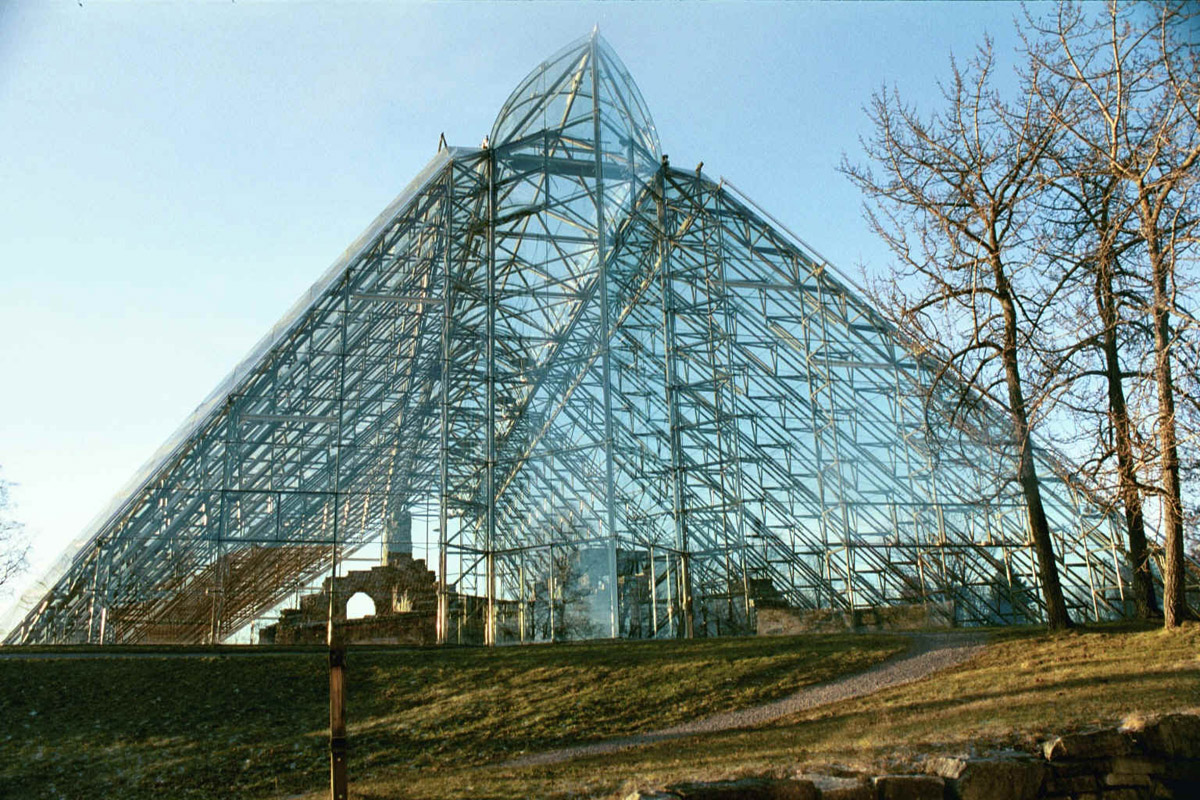
Hedmark Museum, Hamar, Norway
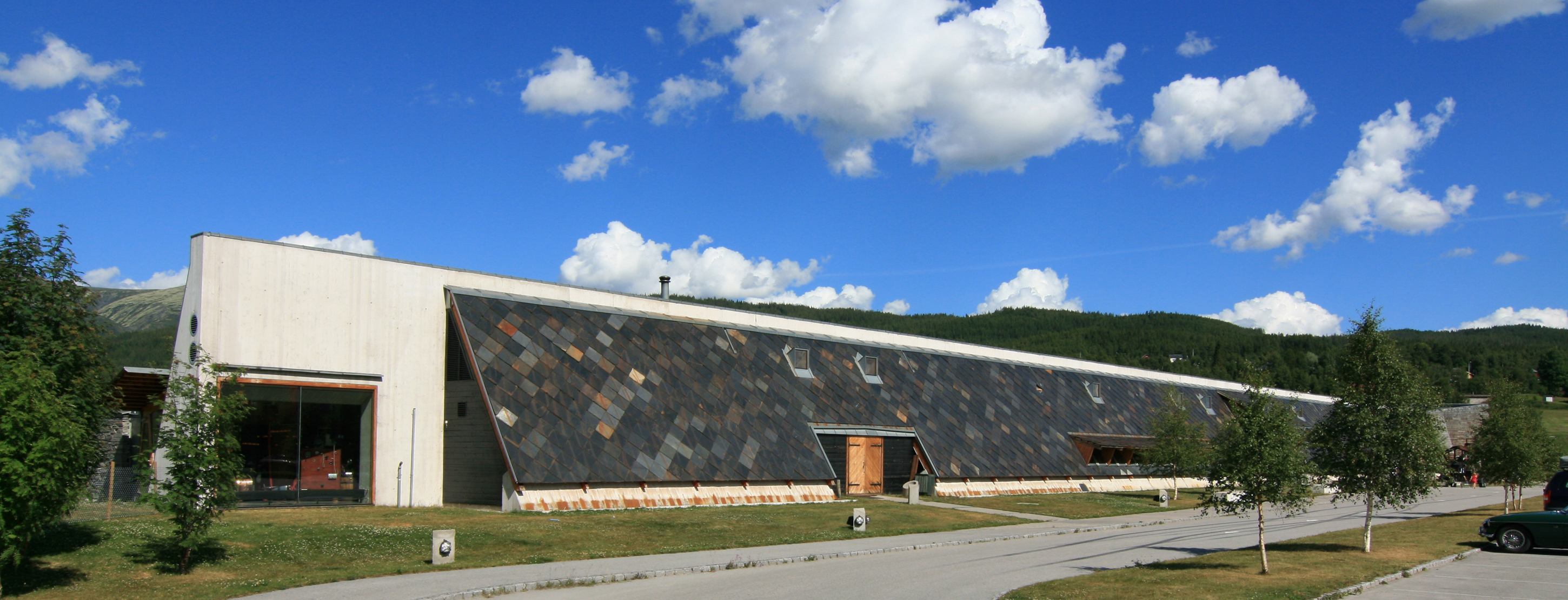
Aukrust Centre in Alvdal
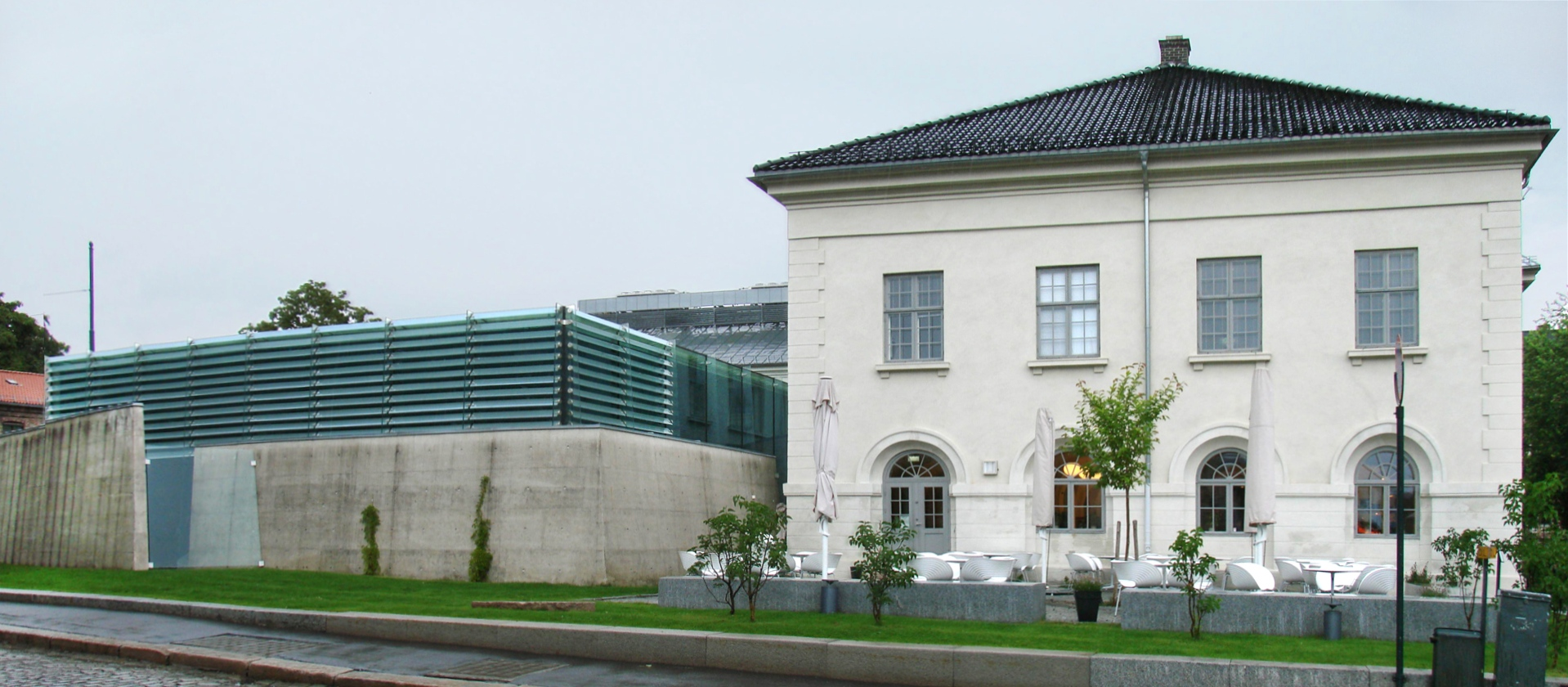
National Museum of Art, Architecture and Design